# Strigops kakapo
Strigops habroptila
Sous-famille
Genre
Espèce
Statut de conservation UICN

 CR A2be : 
En danger critique
Statut CITES
Le kakapo (Strigops habroptila), aussi appelé Strigops kakapo ou perroquet-hibou, est une espèce nocturne de très grands perroquets (jusqu'à 60 cm) endémique en Nouvelle-Zélande. 
C'est la seule espèce du genre Strigops et de la sous-famille des Strigopinae. Son nom signifie « perroquet de nuit » en maori. Il possède un plumage jaune-vert marbré, un disque facial constitué de plumes sensorielles ressemblant aux vibrisses, un gros bec gris, de courtes pattes, de grands pieds et des ailes et une queue relativement courtes. Certaines caractéristiques le rendent unique en son genre : c'est le seul perroquet non-volant du monde et le plus lourd, le seul perroquet à avoir un système de reproduction de type lek polygyne. Il est herbivore, a visiblement un dimorphisme sexuel dans la taille du corps, un faible taux de métabolisme de base, et le mâle ne prend aucun soin de sa progéniture. Il est aussi probablement l'un des oiseaux ayant la plus longue espérance de vie du monde. Son anatomie est caractéristique de l'évolution des oiseaux sur les îles océaniques avec peu de prédateurs et une nourriture en abondance : un physique généralement robuste avec augmentation du rendement thermodynamique au détriment de sa capacité de vol, réduction des muscles des ailes et bréchet atrophié sur le sternum. À l'instar de nombreuses autres espèces d'oiseaux de Nouvelle-Zélande, le kakapo était historiquement important pour les Maoris, peuple indigène de Nouvelle-Zélande, apparaissant dans plusieurs de leurs légendes et de leur folklore. Il a été chassé et utilisé par les Maoris, à la fois pour sa viande comme source de nourriture et pour ses plumes, qui étaient utilisées pour fabriquer des vêtements de grande valeur. Il a également parfois servi d'animal de compagnie.
Le Kakapo est en danger critique d'extinction. En février 2012, on recensait seulement 126 individus vivants, dont la plupart ont reçu un nom de la part du personnel employé à sa conservation. En raison de la colonisation polynésienne et européenne et de l'introduction de prédateurs tels que le chat, le rat, le furet, et l'hermine, le kakapo a pratiquement disparu. Les efforts de conservation ont commencé dans les années 1890, sans donner de résultats probants jusqu'à la mise en œuvre du plan de relance du Kakapo dans les années 1980. Depuis avril 2012, les kakapos survivants sont regroupés sur trois îles exemptes de prédateurs, l'île de la Morue, l'île d'Anchor et l'île de la Petite Barrière où ils sont étroitement surveillés. Deux grandes îles du Fiordland, l'île Resolution et l'île Secretary, font l'objet de grands travaux de restauration écologique pour préparer l'auto-maintien d'écosystèmes comportant un habitat approprié pour le Kakapo.

## Description

### Morphologie

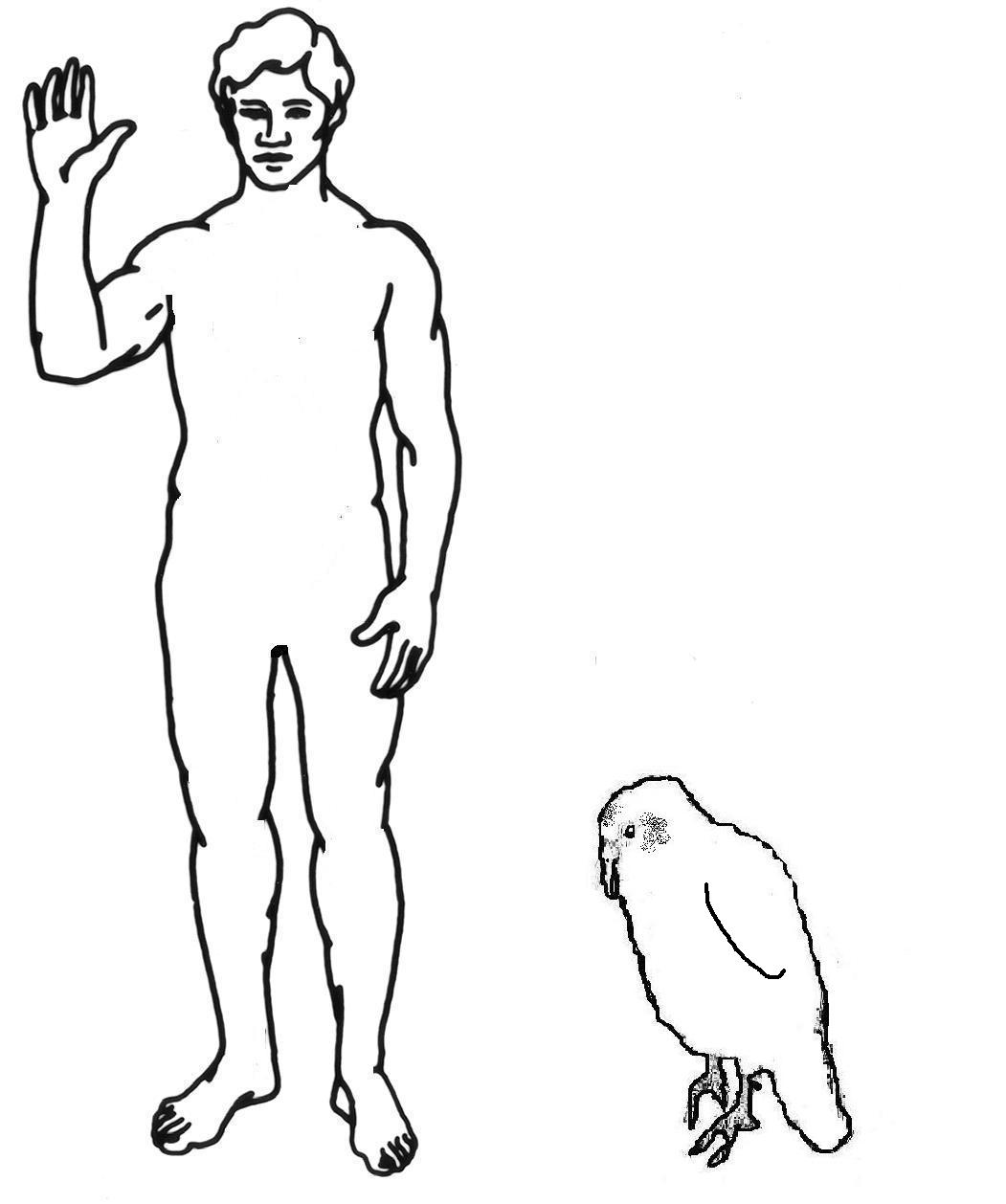
Taille du kakapo comparée à celle de l'humain.

Les kakapos sont grands et massifs, les mâles mesurent jusqu’à 60 cm à l’âge adulte et pèsent entre 2 et 4 kg. À l’inverse des autres oiseaux de sol, les kakapos peuvent accumuler une grande quantité de graisse corporelle pour stocker de l’énergie ce qui en fait l'espèce de perroquet la plus lourde.
- Le plumage présente une grande variabilité entre les individus. Les parties supérieures du Kakapo ont des plumes jaunâtres, vert mousse barré ou tacheté de noir ou de brun foncé gris, ce qui lui permet de se fondre dans la végétation. Les individus peuvent avoir des degrés variés de marbrures, de couleur et d'intensité - des spécimens de musée montrent que certains oiseaux avaient la coloration complètement jaune. La poitrine et les flancs sont vert jaunâtre et striés de jaune. Leur bas-ventre, leur cou et leur visage sont jaunâtres, striés de vert pâle et légèrement tachetés de brun-gris. Comme les plumes ne nécessitent pas la solidité et la rigidité requises pour voler, elles sont exceptionnellement douces, ce qui justifie le nom scientifique habroptila. Les kakapos ont un disque facial de fines plumes, qui les fait ressembler à un hibou, d'où le nom de perroquet-hibou que lui donnèrent les premiers colons européens. De délicates moustaches entourent leur bec bleu clair, qu’ils utilisent pour sentir le sol et leur permet de s'orienter, le Kakapo se déplaçant tête baissée.
- La mandibule est la plupart du temps de couleur ivoire, avec une partie supérieure gris-bleu. Les yeux sont brun foncé.
- Leurs ailes sont proportionnellement trop courtes pour leur taille ce qui les rend incapables de voler. Ils ne possèdent pas l’os prononcé servant de quille (le bréchet du sternum) sur lequel viennent se rattacher les muscles du vol chez les autres oiseaux. Ils utilisent pourtant leurs ailes pour l’équilibre, pour se soutenir, pour planer et ralentir leur chute lorsqu’ils bondissent des arbres[3].
- Les pattes du Kakapo sont vigoureuses leur permettent de parcourir d'importantes distances. Leurs doigts sont grands, couverts d'écailles et sont zygodactyles, ils présentent deux orteils orientés vers l'avant et deux en arrière, comme pour tous les perroquets. Ses griffes prononcées sont particulièrement utiles pour l'escalade. L’extrémité des plumes constituant la queue est le plus souvent abîmée à force d'être constamment traînée sur le sol[3].

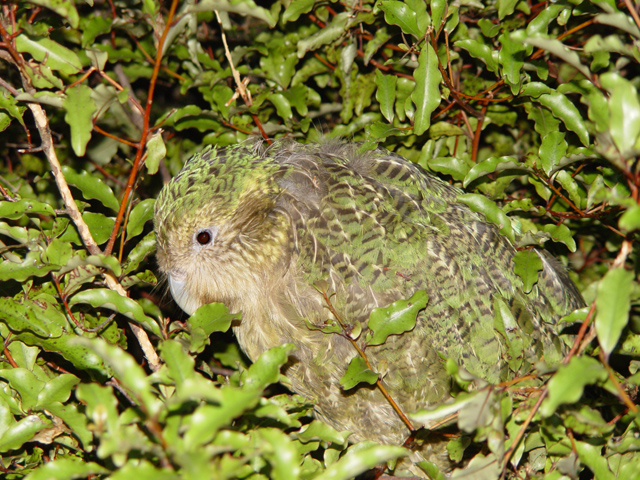
Un kakapo.

La femelle se distingue facilement du mâle. Elle est plus petite et moins brillamment colorée que le mâle. Elle a une tête plus étroite et moins bombée, son bec est plus étroit et proportionnellement plus long, la cire et les narines plus petites, ses jambes et ses pieds gris rose sont plus minces et sa queue proportionnellement plus longue. Alors que la couleur du plumage n'est pas très différente de celle des mâles, les nuances sont plus subtiles avec moins de jaune et de marbrures. Elle tend à résister plus et est plus agressive que le mâle lorsqu'elle est manipulée. Une femelle en nidification a également une plaque incubatrice sur la peau nue du ventre.
Comme de nombreux perroquets, le Kakapo a une variété de cris dont le « boum » et le « tchings » de leurs appels d'accouplement. Il fera souvent « skraark » pour annoncer son emplacement à d'autres oiseaux. Le Kakapo a un sens bien développé de l'odorat, qui complète son mode de vie nocturne. Il peut faire la différence entre les odeurs lorsqu'il est en quête de nourriture, un comportement qui n'est rapporté que pour une seule autre espèce de perroquet. L'une de ses caractéristiques les plus frappantes est son odeur agréable et puissante, qui a été décrite comme une odeur de moisi. Compte tenu de l'odorat bien développé du kakapo, ce parfum pourrait être un signal sémiochimique à caractère social. L'odeur attire souvent les prédateurs du Kakapo largement sans défense.

### Anatomie

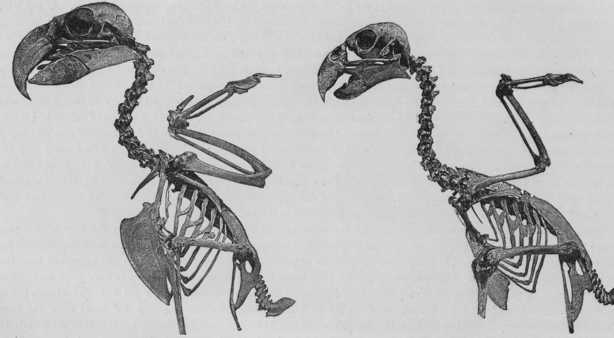
Squelette de Nestor superbe (Nestor meridionalis) à gauche et de kakapo (Strigops habroptila) à droite

Le squelette du kakapo diffère de celui des autres perroquets par plusieurs caractéristiques associées à son incapacité de voler. Il possède la plus petite taille d'aile relative de tous les perroquets. Les plumes de ses ailes sont plus courtes, plus arrondies, moins asymétriques, et ont moins de barbules distales pour maintenir les plumes ensemble. Le sternum est petit, et a un bréchet faible et vestigial. Comme pour d'autres oiseaux incapables de voler et quelques autres perroquets capables de voler, le furcula n'est pas fusionné, mais se compose d'une paire de clavicules se trouvant en contact avec chacun des os coracoïdes et l'angle entre le coracoïde et le sternum est agrandi. Le kakapo a un bassin plus large que les autres perroquets. Les os proximaux de la jambe et des bras sont disproportionnellement longs et les éléments distaux sont, eux, disproportionnément courts.
La musculature pectorale du kakapo est également modifiée par son incapacité de voler. Le muscle pectoral et les muscles supracoracoidiens sont considérablement réduits. Le muscle propatagialis tendo longus n'a pas d'enflement distinct. Le muscle sternocoracoideus est tendineux. Il a un large muscle cucularis capitis clavicularis qui est associé à un grand jabot.

## Écologie et comportement

Distribution historique du kakapo.
Aire de distribution maximum depuis 1840
Traces de présence fossile

### Habitat
Il semble que le Kakapo, comme beaucoup d'espèces d'oiseaux de Nouvelle-Zélande, a évolué pour occuper une niche écologique normalement occupée par diverses espèces de mammifères, les seuls mammifères non-marins originaires de Nouvelle-Zélande sont trois espèces de petites chauves-souris. Avant l'arrivée de l'homme, le Kakapo peuplait les trois îles principales de la Nouvelle-Zélande. Celui-ci vivait dans une variété d'habitats depuis le niveau de la mer jusque haut dans les montagnes, y compris les zones couvertes de Tussack, les fruticées et les zones côtières. Il a également habité les forêts, y compris celles qui sont dominées par les Podocarpaceae (Dacrydium cupressinum, Prumnopitys taxifolia, Dacrycarpus dacrydioides, Podocarpus totara), Nothofagus, Beilschmiedia tawa et Metrosideros umbellata. Dans le Fiordland, les couloirs d'avalanche et les débris d'écroulement avec une végétation en régénération et à forte fructification, comme Pseudopanax arboreus, Aristotelia serrata, Micranthobatus, Coriariaceae, Hebe et Coprosma, étaient connus en tant que « jardins du kakapo ».

### Alimentation

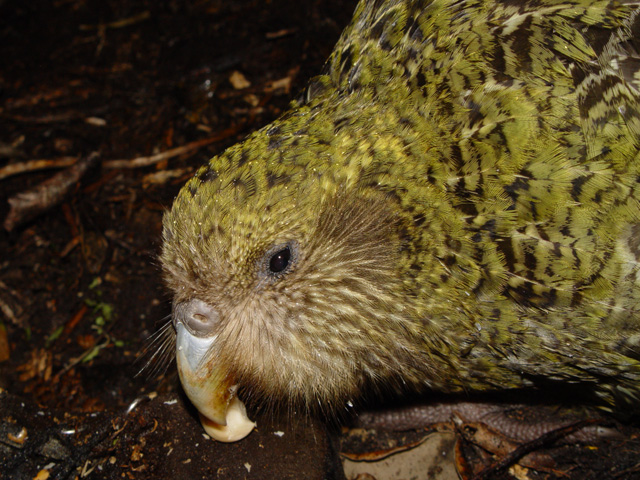
Un kakapo se nourrissant

Le bec du Kakapo est adapté pour un fin broyage des aliments. Pour cette raison, le Kakapo a un gésier relativement petit par rapport à d'autres oiseaux de sa taille. Il est végétarien et se nourrit de plantes indigènes, de graines, de fruits, de pollens et même de l'aubier des arbres. Une étude de 1984 a identifié 25 espèces de plantes servant de nourriture au Kakapo. Il est particulièrement friand du fruit du Dacrydium cupressinum dont il se nourrit exclusivement pendant la saison où il est abondant. Le Kakapo a l’habitude caractéristique de saisir une feuille ou fronde avec une patte et de déchirer les parties nutritives de la plante avec son bec, laissant une boule de fibres indigestes. Ces amas de petites fibres végétales sont un signe distinctif de la présence de l'oiseau,. Il semble que le Kakapo emploie des bactéries dans la partie antérieure de son système digestif qui fermentent la matière végétale et l'aident à sa digestion.
L'alimentation du Kakapo varie selon la saison. Les plantes consommées le plus souvent au cours de l'année comprennent des espèces telles que Lycopodium ramulosum, Lycopodium fastigium, Schizaea fistulosa, Blechnum minus, Blechnum procerum, Cyathodes juniperina, Dracophyllum longifolium, Olearia colensoi et Thelymitra venosa. Le Kakapo laisse des traces de ses activités alimentaires sur des aires d'alimentation au sol allant de 10 × 10 m  jusqu'à 50 × 100 m.

### Influence de l'alimentation sur la reproduction
Le kakapo ne se reproduit pas chaque année et possède l'un des plus faibles taux de reproduction chez les oiseaux. L'accouplement a lieu seulement les années où il y a abondance de nourriture en fruit à coque. Le rimu ne produisant des fruits que tous les trois à cinq ans, dans les forêts où le rimu domine comme sur l'Île de la Morue, la reproduction des kakapos est moins fréquente.
La femelle kakapo peut modifier le rapport des sexes de sa progéniture en fonction de son régime alimentaire. Une femelle qui mange une nourriture riche en protéines engendre plus de mâles, ceux-ci ayant un poids corporel de 3 % à 40 % supérieur à celui des femelles. Les femelles engendreront donc plus de femelles lorsque la concurrence pour les ressources est élevée et à l'inverse plus de mâles lorsque la nourriture est abondante. Une femelle kakapo sera probablement en mesure de produire des œufs, même lorsque les ressources sont rares, tandis qu'un mâle sera plus capable de perpétuer l'espèce quand il y a beaucoup de ressources, en s'accouplant avec plusieurs femelles.
La relation entre le rapport des sexes de la ponte et le régime alimentaire de la mère a des répercussions sur la conservation, car une population captive maintenue par une alimentation de haute qualité va produire moins de femelles et il y aura donc moins d'individus permettant une reprise de l'espèce.

### Reproduction

#### Parade nuptiale

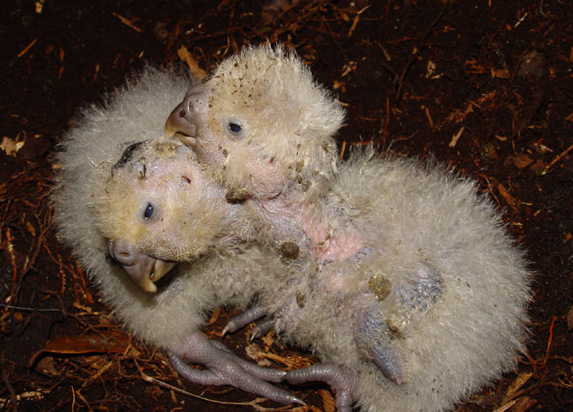
Poussins

Le kakapo est la seule espèce de perroquets incapable de voler dans le monde, et le seul oiseau incapable de voler à avoir recours à un lek pour sa parade nuptiale. Les mâles se rassemblent librement dans une arène et combattent les uns contre les autres pour attirer les femelles. Les femelles écoutent les mâles lors de la parade et choisissent leur compagnon en fonction de sa qualité. Les femelles ne sont d'aucune façon poursuivies par les mâles. Les mâles et les femelles se rencontrent uniquement lors de l'accouplement, le couple ne créant pas de liens durables.
Pendant la période de reproduction, les mâles quittent leur domaine vital pour les sommets et les crêtes où ils établissent leur propre lek. Ces leks peuvent être distants jusqu'à 7 kilomètres du territoire habituel d'un Kakapo et sont en moyenne distants de 50 mètres les uns des autres dans l'arène où se réunit un groupe de mâles. Ces mâles restent dans la région de leur lek tout au long de la saison de reproduction. Au début de la saison, les mâles se battront pour tenter d'obtenir les meilleurs leks. Ils s'affrontent les plumes soulevées, les ailes déployées, becs et griffes ouverts et soulevés et en produisant de forts crissements et grognements. Cette lutte entre mâles peut les blesser et parfois les tuer.
Chaque lek est constitué d'une ou plusieurs dépressions en forme de cuvette creusées dans le sol par le mâle, jusqu'à 10 cm de profondeur et assez longues pour y placer le corps de l'oiseau qui mesure environ un demi-mètre. Le kakapo est l'un des rares oiseaux dans le monde qui construit lui-même ses leks. Les cuvettes sont souvent créées à côté de parois rocheuses, de berges ou de troncs d'arbres pour aider à réfléchir le son. Les cuvettes servent d'amplificateurs pour amplifier le « boum » émis par des mâles en période d'accouplement. Toutes les cuvettes d'un mâle sont reliées entre elles par un réseau de sentiers qui peuvent s'étendre sur 50 m le long d'une crête ou sur 20 m de diamètre autour d'une colline. Les mâles enlèvent méticuleusement les brindilles de leurs cuvettes et des sentiers qui les relient. Une manière pour les chercheurs de vérifier si les cuvettes sont visitées la nuit est de placer quelques brindilles sur la cuvette : le mâle les ramassera avec son bec et les déposera plus loin.
Pour attirer les femelles, les mâles font des appels, de forts sons à basse fréquence (en dessous de 100 Hz) à partir de leurs cuvette en gonflant un sac thoracique,. Ils commencent avec des grognements faibles, qui augmentent en volume lorsque celui-ci gonfle son sac. Après une séquence d'environ 20 forts « boum », le mâle kakapo émet un « tching » métallique et sonore à haute fréquence. Il se tient pendant une courte période en baissant la tête avant de gonfler à nouveau sa poitrine et commence une autre séquence de « boum ». Les « boum » peuvent être entendus à au moins 1 km de distance par nuit calme. Le vent peut transporter le son sur au moins 5 km. Les mâles émettent leurs « boum » en moyenne de huit heures par nuit, chaque mâle pouvant produire des milliers de « boum » durant ce laps de temps. Cela peut se répéter tous les soirs pendant trois ou quatre mois, période au cours de laquelle le mâle peut perdre la moitié de son poids corporel. Chaque mâle se déplace dans chaque cuvette dans son lek afin que les « boum » soient envoyés dans chaque direction. Ces « boum » sont également connus pour attirer les prédateurs en raison de la grande distance à laquelle ils peuvent se faire entendre.

Les femelles sont attirées par les « boum » des mâles en compétition. Elles aussi peuvent avoir besoin de marcher plusieurs kilomètres pour rejoindre l'arène depuis leur territoire. Lorsqu'une femelle pénètre dans le lek de l'un des mâles, le mâle effectue une parade dans laquelle il se balance d'un côté à l'autre et qui lui fait faire des cliquements avec son bec. Il tourne le dos à la femelle, déploie ses ailes et marche à reculons vers elle. La durée de la tentative de copulation se situe entre 2 et 14 minutes. Une fois que les oiseaux se sont accouplés, la femelle retourne à son territoire, pond ses œufs et élève les poussins. Le mâle continue d'émettre ses « boum » dans l'espoir d'attirer une autre femelle.

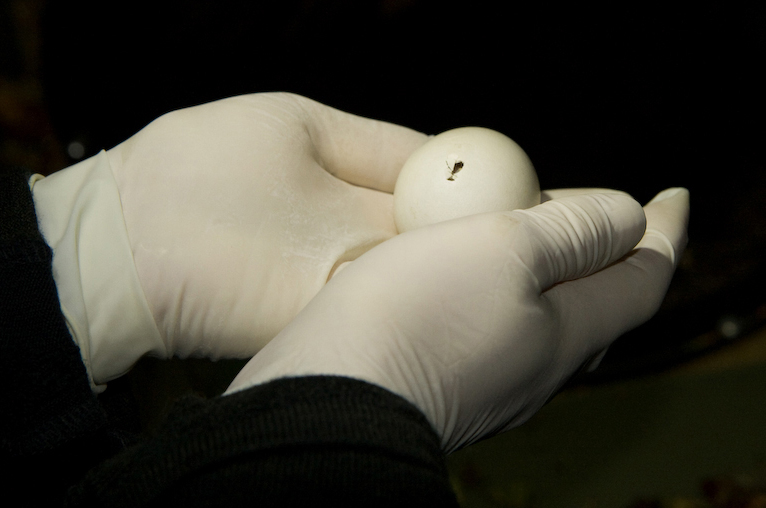
Œuf en train d'éclore

#### Ponte et élevage des jeunes
La femelle kakapo pond jusqu'à trois œufs par cycle de reproduction. Elle niche sur le sol sous le couvert de plantes ou dans des cavités telles que des troncs d'arbres creux. La femelle couve ses œufs fidèlement, mais est forcée de les abandonner tous les soirs à la recherche de nourriture. Les œufs sont soumis à ce moment à un risque plus élevé de prédation et il arrive également que les embryons à l'intérieur de ceux-ci meurent de froid en l'absence de la mère. Les œufs du kakapo éclosent habituellement dans les 30 jours donnant naissance à des poussins vulnérables recouverts d'un duvet gris. Après l'éclosion des œufs, la femelle nourrit ses poussins pendant trois mois, ensuite ceux-ci restent encore avec leur mère pendant quelques mois. Les jeunes poussins sont tout aussi vulnérables que les œufs et de nombreux jeunes sont la proie des mêmes prédateurs que les adultes. Les poussins quittent le nid à l'âge d'environ 10 à 12 semaines. Ils acquièrent progressivement une plus grande indépendance, leur mère pouvant toujours les nourrir sporadiquement jusqu'à 6 mois. Les jeunes oiseaux se livrent à des jeux de combat où les oiseaux vont souvent tenter d'immobiliser le cou de leur adversaire sous leur menton.

#### Développement des juvéniles
À cause de sa longue espérance de vie moyenne de 95 ans et au maximum à environ 120 ans, le kakapo a tendance à avoir une période d'adolescence avant de commencer à se reproduire. Les mâles ne commencent à émettre leurs boums qu'à environ cinq ans. On pensait que les femelles n'atteignaient leur maturité sexuelle qu'à l'âge de neuf ans mais cette idée a été contrecarrée par la période de reproduction de 2008 lorsque deux femelles de six ans nommées Apirama et Rakiura ont pondu. Cependant, en général, les femelles ne vont pas à la rencontre des mâles avant neuf ou onze ans.

### Déplacement
Le kakapo est essentiellement nocturne, il dort à l'abri dans les arbres ou sur le sol pendant la journée et se déplace sur son territoire la nuit.
Bien que le kakapo ne puisse pas voler, il est un excellent grimpeur et peut monter à la cime des arbres les plus hauts. Il peut également se « parachuter » pour descendre en sautant et déployant ses ailes. De cette façon, il peut se déplacer de quelques mètres à un angle inférieur à 45 degrés.
Ayant perdu la capacité de voler, il a développé des pattes fortes. Le déplacement se fait souvent par le biais d'un rapide « pas de course », démarche par laquelle il peut se déplacer sur plusieurs kilomètres. Une femelle a été observée faisant deux allers-retours chaque nuit pendant la nidification de son nid à une source de nourriture à 1 km de distance et le mâle peut se rendre à pied de son domaine vital vers un lieu d'accouplement distant de 5 km au cours de la saison des amours qui s'étend d'octobre à janvier.

### Prédateurs
Le kakapo était une espèce très répandue dans la Nouvelle-Zélande pré-humaine. L'une des raisons est ses adaptations lui permettant d'éviter la prédation par les oiseaux de proie indigènes, qui étaient ses seuls prédateurs dans le passé. Cependant, ces mêmes comportements ne lui ont été d'aucune utilité lorsqu'il a été confronté aux mammifères prédateurs introduits après l'établissement humain, car ceux-ci chassent de différentes manières. En effet, les oiseaux s’appuient sur leur puissante vision pour trouver des proies et la plupart vont donc chasser de jour. Outre les deux espèces de rapaces indigènes qui ont survécu jusqu’à aujourd’hui, le faucon de Nouvelle-Zélande et le busard de Gould, il y avait deux autres oiseaux de proie diurnes en Nouvelle-Zélande pré-humaine : l'aigle géant de Haast et le busard d’Eyles. Ces quatre espèces survolent un territoire à la recherche d'une proie en plein jour et, pour éviter ces prédateurs, les kakapos ont adopté leur plumage camouflé et sont devenus nocturnes. En outre, lorsque le kakapo se sent menacé, il se fige, de sorte que son camouflage est encore plus efficace dans la végétation de la forêt à laquelle son plumage ressemble. Il n'était cependant pas tout à fait en sécurité la nuit, lorsque la ninoxe rieuse était active, car d’après l'analyse des restes retrouvés dans les anciens nids de ninoxe sur les falaises calcaires de Canterbury, sur la côte est de l'île du Sud, le kakapo faisait manifestement partie de ses proies.
Les mammifères prédateurs, contrairement aux oiseaux, comptent avant tout sur leur sens de l'odorat et leur ouïe pour la recherche de leurs proies et chassent souvent de nuit. Les adaptations du kakapo pour éviter la prédation par les oiseaux sont devenues inutiles contre ces nouveaux ennemis. C'est l'une des raisons de son déclin massif depuis l'introduction des chiens, des chats et des mustélidés. Le moyen traditionnel des humains pour chasser le kakapo est le lâcher de chiens de chasse.

## Taxinomie et systématique
Le Kakapo a été initialement décrit par l'ornithologue anglais George Robert Gray en 1845. Son nom générique est dérivé du grec ancien strix au génitif Strigos « chouette », et ops « visage », tandis que son épithète spécifique provient de habros « doux », et ptilon « plume ». Il a tellement de caractéristiques inhabituelles qu'il a été initialement placé dans sa propre tribu, Strigopini. Des études phylogénétiques récentes ont confirmé la position unique de ce genre, ainsi que la proximité avec le Nestor superbe et Nestor kéa, tous deux appartenant au genre de perroquet Neo-Zélandais Nestor,,.
Ensemble, ils sont désormais considérés comme une famille distincte au sein des perroquets, les Strigopidae. Dans les Strigopidae, le Kakapo est placé dans sa propre tribu, Strigopini. L'ancêtre commun du Kakapo et du genre Nestor a été isolé des autres espèces de perroquets quand la Nouvelle-Zélande s'est détachée du Gondwana, il y a près de 82 millions d'années. Il y a environ 70 millions d'années, le Kakapo a divergé du genre Nestor,,
Arbre phylogénétique de la famille des Strigopidae.
|  | Nestor notabilis – Nestor kéa ou Kéa                                                                           |
|  | |
|  | \| \| Nestor meridionalis – Nestor superbe \| \| \| \| \| \| †Nestor productus – Nestor de Norfolk \| \| \| \| |
|  | |
|  | Nestor meridionalis – Nestor superbe                                                                           |
|  | |
|  | †Nestor productus – Nestor de Norfolk                                                                          |
|  | |

|  | Nestor meridionalis – Nestor superbe  |
|  |                                       |
|  | †Nestor productus – Nestor de Norfolk |
|  |                                       |

Précédemment, certains ornithologues ont estimé que le kakapo pouvait être lié au genre Pezoporus regroupant trois espèces de perroquets australiens vivant sur le sol et de nuit du fait de leur coloration similaire mais cela a été contredit par des études récentes, : leurs couleurs cryptiques semblent plutôt être une adaptation à leurs habitudes terrestres qui ont suivi une évolution convergente.
Le nom Kakapo est la translittération de kākāpō qui est dérivé des termes maori : kākā (« perroquet ») et pō (« nuit »). Le terme polynésien kākā et ses variantes ʻāʻā était le terme générique du pacifique sud pour les Psittacidae. Par exemple Kākā, le terme local de la Perruche de Tahiti ou Kakariki de Tahiti (Cyanoramphus zealandicus) aujourd'hui éteinte. Les membres néo-zélandais du genre Cyanoramphus en sont également dérivés. En français, son nom normalisé par la CINFO est Strigops kakapo mais il est aussi communément appelé perroquet-hibou ou whakapapa.

## Le kakapo et l'homme

### Colonisation de la Nouvelle-Zélande par les Maoris
Les études paléontologiques indiquent qu'avant l'arrivée des Maoris, le kakapo était le troisième oiseau le plus commun de Nouvelle-Zélande et était largement répandu sur les trois îles principales. Le premier facteur de déclin du kakapo est l'arrivée des humains. La tradition maori suggère que l'on trouvait le kakapo dans tout le pays lorsque les premiers Polynésiens sont arrivés en Nouvelle-Zélande il y aurait environ 700 ans. Les subfossiles et les amas de coquilles montrent que l'oiseau était présent sur toute l'île du Nord, l'île du Sud et l'île Stewart avant et au début de l'occupation de ces îles par les Maoris. Les Maoris ont chassé le kakapo comme nourriture mais également pour leurs peaux et leurs plumes, qui servait à confectionner des vêtements. Ils utilisaient les têtes séchées comme ornements sur les oreilles. En raison de son incapacité de voler, de sa forte odeur et de son habitude à s'immobiliser lorsqu'il se sent menacé, le kakapo était une proie facile pour les Maoris et leurs chiens. Les œufs et les poussins ont également été la proie des rats polynésiens qui ont été introduits en Nouvelle-Zélande par les Maoris. En outre, les éclaircissements de la végétation par les Maoris ont réduit la zone habitable pour le kakapo. Bien que le kakapo eût déjà disparu dans de nombreuses régions des îles au moment de l'arrivée des Européens dont les monts Tararua et les Aorangi, il était encore présent dans la partie centrale de l'île du Nord et dans certaines parties boisées de l'île du Sud.

### Colonisation de la Nouvelle-Zélande par les Européens
Au début des années 1840, les colons européens ont commencé la déforestation de vastes étendues de terres pour l'agriculture et le pâturage, ce qui a eu pour effet de réduire l'habitat du kakapo. Ils ont également introduit des chiens et d'autres mammifères prédateurs, comme le chat domestique, le rat noir et l'hermine. Les Européens en savaient peu sur le kakapo jusqu'à ce que George Gray du British Museum ne l'ait décrit en 1845 sur base d'une peau. Comme les Maoris l'avaient fait avant eux, les premiers explorateurs européens et leurs chiens se nourrissaient du kakapo. Vers la fin du XIXe siècle, il devint une curiosité bien connue du monde scientifique, et des milliers d'individus ont été capturés ou tués pour alimenter les collections de zoos, de musées ou privées. La plupart des spécimens capturés mouraient en quelques mois. Depuis au moins les années 1870, les collectionneurs savaient que la population des Kakapos régressait, et leur premier souci était de recueillir le plus grand nombre possible de spécimens avant que l'oiseau ne disparaisse.

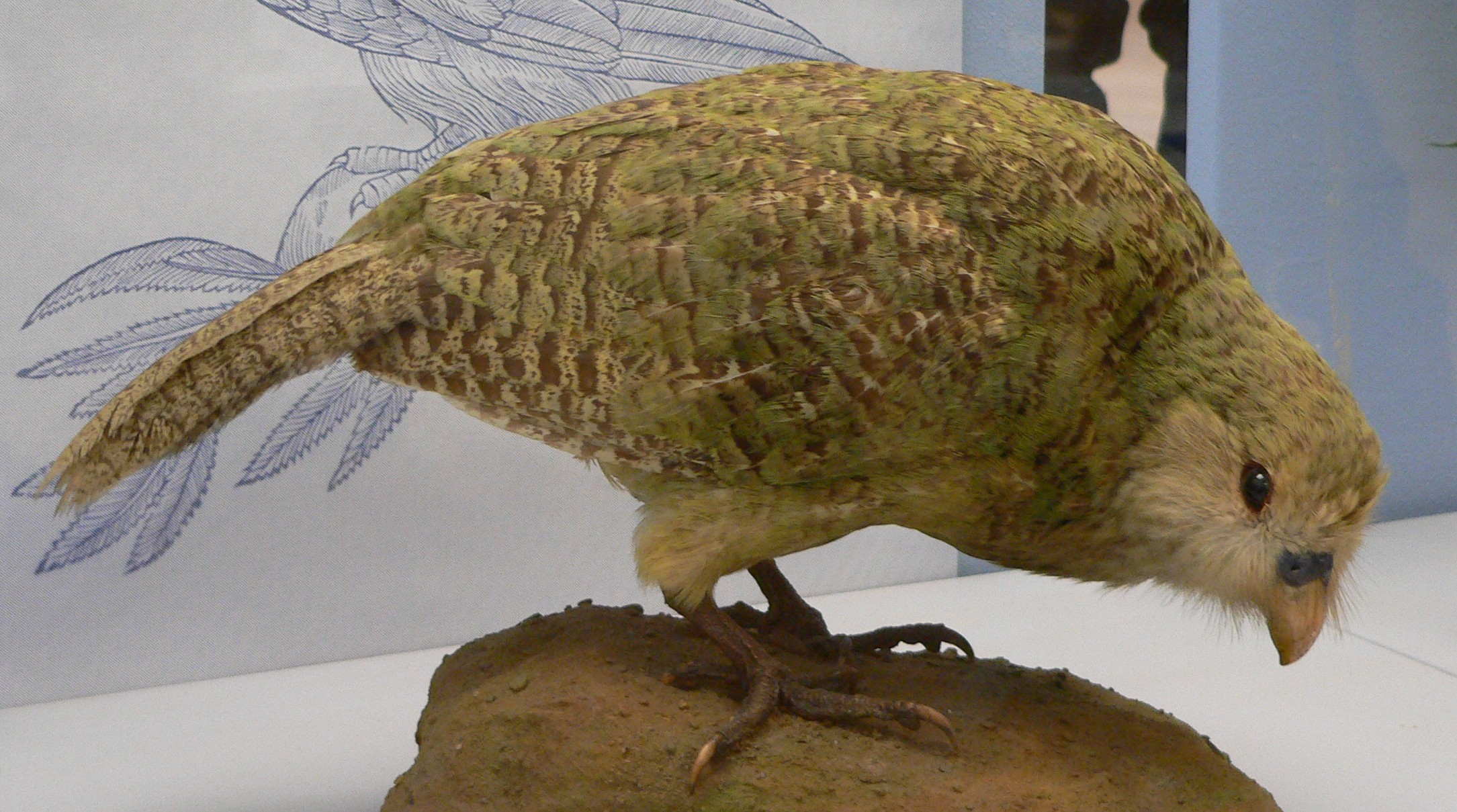
Des milliers de kakapos ont été capturés pour les musées à travers le monde

Dans les années 1880, un grand nombre de mustélidés (hermines, furets, ...) ont été lachés en Nouvelle-Zélande afin de réduire les populations de lapins, mais ils se sont aussi souvent attaqués à de nombreuses espèces indigènes, y compris le Kakapo. Des herbivores, comme les cervidés, ont été introduits et sont entrés en concurrence avec le Kakapo pour la nourriture, et sont la cause de l'extinction de certaines espèces de plantes de prédilection du kakapo. Le kakapo aurait été encore présent près de l'embouchure de la rivière Whanganui vers 1894, l'une des dernières observations d'un Kakapo dans l'île du Nord étant un oiseau capturé dans les monts Kaimanawa en 1895.

### Premier effort de protection
En 1891, le gouvernement néo-zélandais a déclaré réserve naturelle l'île Resolution dans le Fiordland. En 1894, le gouvernement a nommé le conservationniste Richard Henry gardien de la réserve. Naturaliste passionné, Henry est conscient que les oiseaux indigènes sont en déclin, et commence à capturer et déplacer le kakapo et le kiwi du continent à l'île de la Résolution dépourvue de prédateurs. En six ans, il a déménagé plus de 200 Kakapos vers l'île de la Résolution. En 1900, cependant, les hermines ont colonisé l'île de la Résolution à la nage et ont éliminé la population de kakapo naissante en 6 ans.
En 1903, trois Kakapos ont été déplacés de la réserve naturelle de l'île de la Résolution vers de l'île de la Petite Barrière au nord-est d'Auckland, mais les chats sauvages y étaient présents et les kakapos n'ont jamais été revus. En 1912, trois kakapos ont été transférés dans une autre réserve, l'île de Kapiti, au nord-ouest de Wellington. L'un d'eux a survécu au moins jusqu'en 1936, malgré la présence de chats errants durant une partie de la période considérée.
Dans les années 1920, le kakapo était éteint dans l'île du Nord et son aire de répartition et ses effectifs dans l'île du Sud étaient en baisse. L'un de ses derniers refuges était le relief accidenté de Fiordland. Il a souvent été vu ou entendu dans cette région pendant les années 1930 et même consommé par certains chasseurs ou cantonniers. Dans les années 1940, les observations de kakapo devenaient rares.

### Expéditions dans le Fiordland

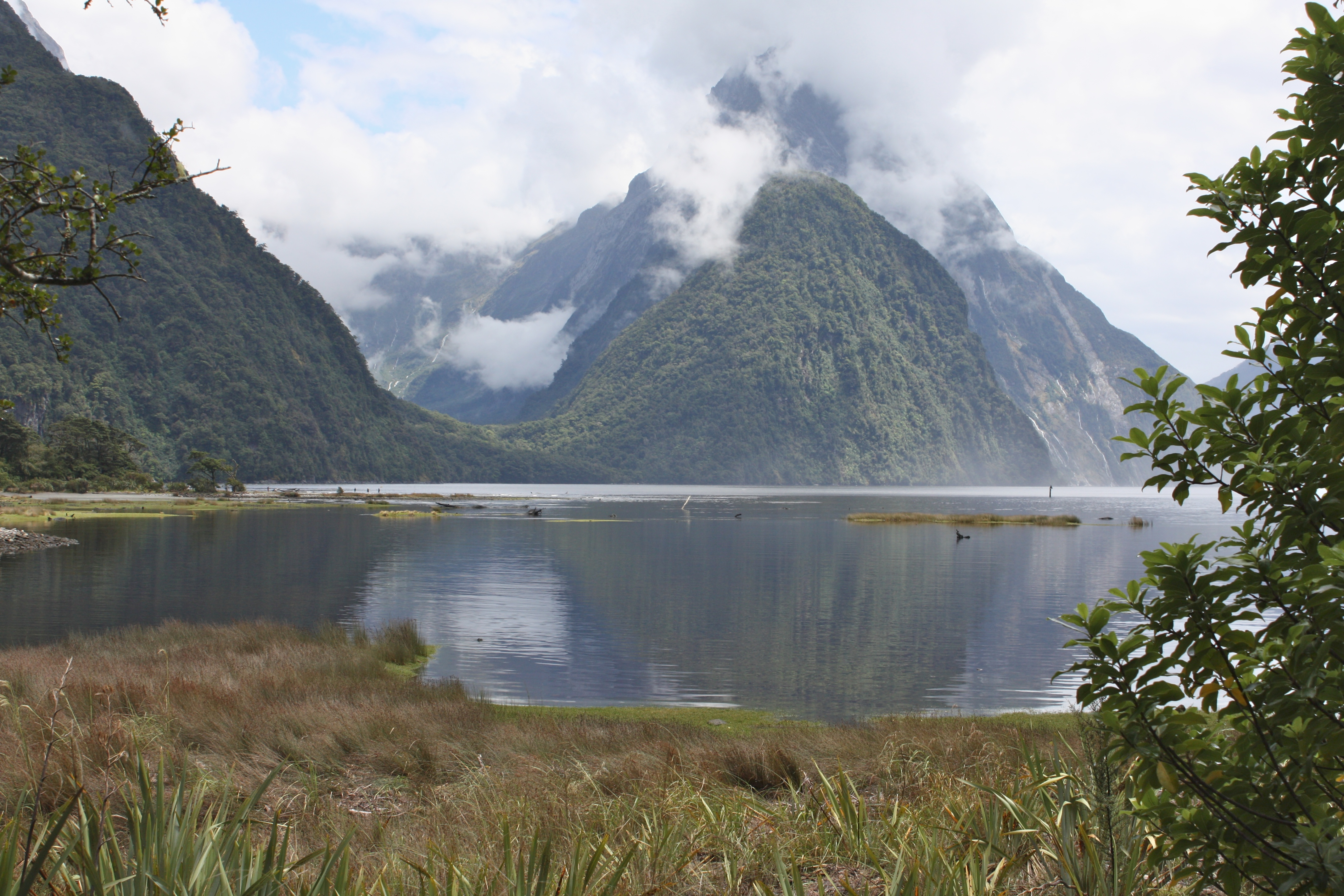
Sinbad Gully dans le Fiordland, vu entre les montagnes de l'autre côté du fjord, a été l'un des derniers bastions du kakapo de la partie continentale de la Nouvelle-Zélande

Dans les années 1950, le gouvernement a créé le New Zealand Wildlife Service, ancêtre du ministère de la Conservation (New Zealand Department of Conservation). Celui-ci a commencé à organiser des expéditions régulières pour rechercher le kakapo, principalement dans le Fiordland et dans ce qui est actuellement le parc national de Kahurangi dans le nord-ouest de l'île du Sud. Sept expéditions menées dans Fiordland entre 1951 et 1956 ne trouvent seulement que quelques signes récents de présence du kakapo. Enfin, en 1958, un kakapo a été capturé et relâché dans le bassin versant de Milford Sound dans le Fiordland. Six autres kakapos ont été capturés en 1961, l'un est libéré et les cinq autres ont été transférés dans les volières de la réserve ornithologique de Mount Bruce près Masterton dans l'île du Nord. Quelques mois plus tard, quatre des oiseaux étaient morts et le cinquième est décédé après quatre ans de captivité. Au cours des douze années qui suivent, les expéditions menées régulièrement ne trouvent que peu de signes de présence du kakapo, ce qui indiquait que leur nombre continuaient de baisser. Un seul oiseau est capturé en 1967 et meurt l'année suivante.
Au début des années 1970, on émet l'hypothèse d'une extinction de l'espèce. À la fin de 1974, les scientifiques localisent plusieurs kakapos mâles et font les premières observations scientifiques de Kakapo durant sa parade nuptiale. Ces observations ont conduit pour la première fois Don Merton (en) à envisager que le kakapo a recours à un lek. De 1974 à 1976, 14 Kakapos ont été découverts, mais tous semblaient être des mâles. Un oiseau mâle a été capturé dans la région de Milford Sound en 1975, il est baptisé Richard Henry et transféré à l'île de Maud. Cela conforte l'idée que l'espèce était en voie d'extinction, car il pouvait ne plus y avoir de femelle en vie. Tous les oiseaux découverts de 1951 à 1976 par le New Zealand Wildlife Service se situent dans des vallées glaciaires en forme de U bordés de falaises presque verticales et entourée de hautes montagnes, un terrain extrême qui avait ralenti la colonisation par les mammifères herbivores, laissant des îlots de végétation indigène pratiquement intacts. Cependant, même dans ce milieu, les hermines étaient présentes et en 1976, le kakapo avait disparu du fond des vallées et seuls quelques mâles survivaient haut sur les parties les plus inaccessibles des falaises.

### Découverte sur l'île Stewart
Avant 1977, aucune expédition n'avait été menée sur l'île Stewart à la recherche de l'oiseau. En 1977, des observations du kakapo ont été signalées sur l'île Stewart. Une expédition sur l'île trouve un système de sentier et de cuvettes durant la première journée de recherche. Peu après, elle trouve plusieurs dizaines de kakapos. La découverte de l'oiseau sur une zone de 8 000 ha de fruticée modifiée par le feu et de forêt a suscité l'espoir que la population comprenne également des femelles. La population totale était estimée entre 100 et 200 oiseaux.
Les mustélidés n'ont jamais colonisé l'île Stewart, mais les chats sauvages étaient bien présents. Lors d'une étude, il est apparu que les chats tuaient les kakapos avec un taux de prédation de 56 % par an. À ce rythme, les oiseaux ne pourraient pas survivre sur l'île et pour cette raison, un contrôle strict des chats a été introduit en 1982, après lequel aucun kakapo tué par un chat n'a été retrouvé. Toutefois, pour assurer la survie des oiseaux restants, les scientifiques ont ensuite décidé que cette population devrait être transférée sur des îles où les prédateurs étaient absents. Cette opération a été réalisée entre 1982 et 1997.

### Plan de relance du kakapo

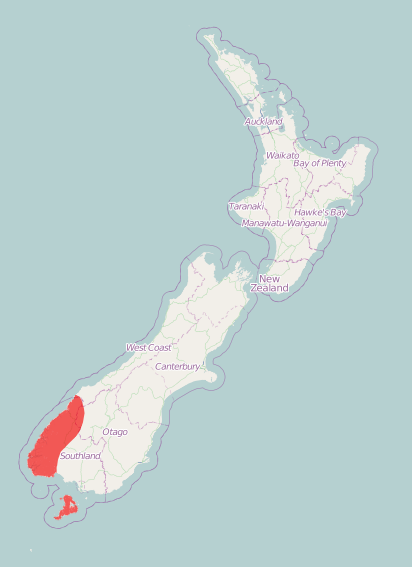
Localisation de Fiordland et de l'île Stewart, dernières régions occupées par le kakapo avant le déplacement des individus survivants dans des îles préparées pour sa réintroduction.

En 1989, un plan de relance du kakapo a été élaboré et un groupe mis en place pour le mettre en œuvre. Le ministère de la Conservation (New Zealand Department of Conservation) remplace le New Zealand Wildlife Service pour cette tâche. La première action de ce plan était de déménager tous les kakapos restants dans des îles appropriées à leur reproduction. Aucune des îles de Nouvelle-Zélande n'était idéale pour introduire le kakapo sans gestion restauratoire de la végétation et éradication des mammifères prédateurs introduits et concurrents. Quatre îles ont finalement été retenues : Maud, île de la Petite Barrière, île de la Morue et île Mana, et 65 kakapos (43 mâles, 22 femelles) y ont été transférés avec succès en cinq relocalisations. Certaines îles ont dû être réhabilitées à plusieurs reprises lorsque le chat sauvage, l'hermine et le râle wéka réapparaissaient. L'île de la Petite Barrière a finalement été considérée comme inadéquate à cause de son relief accidenté, sa forêt dense et la présence continue des rats, et  les oiseaux qui y vivaient ont été évacués en 1998. L'île de la petite Barrière et l'île Mana ont été remplacées par deux nouveaux sanctuaires pour le kakapo, l'île Chalky et l'île d'Anchor. La population entière de kakapo de l'île de la Morue a été temporairement déplacée en 1999 à l'île Pearl au sud de l'île Stewart pendant l'opération d'élimination des rats de l'île de la Morue. Tous les kakapos de l'île de Pearl et de l'île Chalky ont été déplacés vers l'île d'Anchor en 2005.
| Déplacement vers                 | Nombre de kakapo | Morts < 6 mois | Vivant en novembre 1992 |
| -------------------------------- | ---------------- | -------------- | ----------------------- |
| Île de Maud (1974–81)            | 9 (6♂, 3♀)       | 3 (2♂, 1♀)     | 4 (2♂, 2♀)              |
| Île de la Petite Barrière (1982) | 22 (13♂, 9♀)     | 2 (1♂, 1♀)     | 15–19 (10–12♂, 5–7♀)    |
| Île de la Morue (1987–92)        | 30 (20♂, 10♀)    | 0              | 20–30 (13–20♂, 7–10♀)   |
| Île de Maud (1989–91)            | 6 (4♂, 2♀)       | 0              | 5 (3♂, 2♀)              |
| Île Mana (1992)                  | 2 (2♀)           | 1 (1♀)         | 1 (1♀)                  |
| Total                            | 65 (43♂, 22♀)    | 6 (3♂, 3♀)     | 41–55 (27–36♂, 14–19♀)  |
| Note: ♂ = mâles, ♀ = femelles.   |                  |                |                         |

Un élément clé du plan de relance est la supplémentation alimentaire des femelles. Les kakapos ne se reproduisent qu'une fois tous les deux à cinq ans, quand certains types d'espèces végétales sont disponibles, principalement Dacrydium cupressinum (rimu) qui produit des fruits et des graines riches en protéines. Les observations de la relation entre la reproduction intermittente et l'année de fructification permettent aux biologistes de mieux choisir les aliments de complément appropriés pour augmenter la fréquence de reproduction Kakapo. En 1989, six aliments préférés (pommes, patates douces, amandes, noix du Brésil, graines de tournesol et de noix) ont été disposés ad libitum chaque soir dans douze stations d'alimentation. Mâles et femelles ont mangé les aliments fournis, et les femelles ont niché sur l'île de petite Barrière au cours des étés de 1989-91 pour la première fois depuis 1982, bien que le succès de nidification fût faible.
| Graphe représentant l'évolution de la population de kakapos depuis la découverte d'une population survivante sur l'île Stewart en 1977. Les barres rouges indiquent les années où il y a eu reproduction. Les chiffres avant 1995 sont approximatifs,. |

| \| Île de la Morue Île d'Anchor Île de la Petite Barrière Île Resolution Île Secretary \| Localisation des îles refuges du kakapo en 2013 et îles en cours de préparation pour sa réintroduction. |
| Île de la Morue Île d'Anchor Île de la Petite Barrière Île Resolution Île Secretary |

L'alimentation complémentaire augmente non seulement la fréquence de reproduction du Kakapo, mais affecte également le rapport mâles/femelles des jeunes kakapos en fonction de l'alimentation des femelles. Ce résultat a ensuite été utilisé pour augmenter le nombre de poussins femelles en manipulant délibérément l'état de la mère. Au cours de l'hiver de 1981, seules les femelles ayant un poids inférieur à 1,5 kg ont reçu une alimentation complémentaire pour améliorer leur condition physique, et le rapport des sexes des nouveau-nés en 1982 était proche de la parité, alors que les mâles prédominent lorsque l'alimentation est distribuée sans restriction.
Bien que le taux de reproduction puisse être amélioré par une alimentation complémentaire, la survie des jeunes kakapos est menacée par la présence de rats polynésiens. Sur vingt-un poussins éclos entre 1981 et 1994, neuf ont été tués par des rats ou sont morts et ont été ensuite mangés par les rats. La protection des nids a été intensifiée depuis 1995 à l'aide de pièges et de poisons. Une petite caméra vidéo et une lumière infrarouge suit le nid en permanence, les rats sont écartés à distance par des petit « bang » et des éclats de lumière. Pour augmenter le taux de réussite de la nidification, un observateur du nid met une petite couverture électrique à commande thermostatique sur les œufs ou les poussins, chaque fois que la femelle quitte le nid pour se nourrir. Après ces mesures, le taux de survie des poussins a augmenté de 29 % dans les nids non protégés, à 75 % dans ceux qui le sont.
Pour contrôler en continu la population de kakapos, chaque oiseau a été équipé d'un émetteur radio. Chaque kakapo connu, à l'exception de quelques jeunes poussins, a reçu un nom des fonctionnaires du plan de relance du kakapo. C'est une manière affectueuse pour le personnel travaillant leur protection de se référer aux différents individus et un rappel brutal du peu d'oiseaux encore en vie. L'incubation artificielle des œufs et l'élevage des poussins ont souvent été utilisés pour améliorer la condition des œufs et des poussins. En novembre 2005, la population était composée de 41 femelles et 45 mâles, dont quatre oisillons (trois femelles et un mâle) éclos en 2005. Le kakapo le plus vieux connu est « Richard Henry » dont l'âge a été estimé à 80 ans au moment de sa mort en décembre 2010.

### Situation actuelle et perspectives

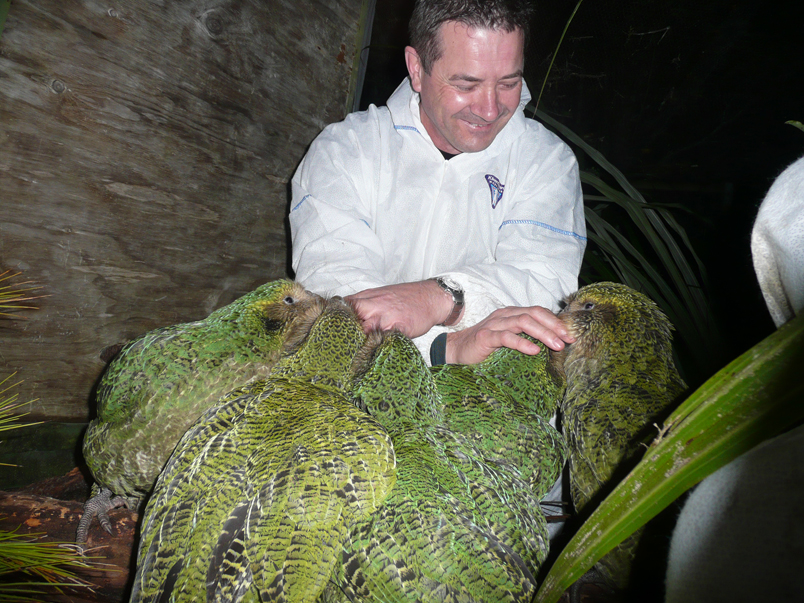
Employé du département de conservation avec de jeunes kakapos

En 2006, le programme de relance du kakapo a présenté un nouveau plan de gestion qui s'étendra de 2006 à 2016. Les principaux objectifs de ce plan sont d'augmenter la population femelle à au moins 60 individus d'ici 2016, augmenter la diversité génétique, maintenir ou rétablir un habitat suffisamment grand pour accueillir l'augmentation prévue de la population kakapo, et de maintenir le soutien et la sensibilisation du public.
Le programme du plan de relance du kakapo a été un succès avec un nombre de kakapos en augmentation. Le taux de survie des adultes et le taux de reproduction ont tous deux été grandement améliorés depuis le lancement du programme. Cependant, l'objectif principal reste d'établir au moins une population sauvage viable et autonome de kakapos comme une composante fonctionnelle de l'écosystème dans un habitat protégé. Afin de relever ce défi, deux grandes îles de Fiordland, l'île Resolution avec 20 860 ha et l'île Secretary avec 8 140 ha, ont été préparées pour la réintroduction du kakapo par des activités de restauration écologique à grande échelle.
Au cours de la reproduction estivale de la saison 2008-2009, la population totale de kakapos a dépassé les 100 individus pour la première fois depuis le début de la surveillance et a atteint 126 individus en février 2012. Plus d'une vingtaine des 34 poussins ont dû être élevés à la main en raison d'une pénurie de nourriture sur l'île de la Morue.
En 2012, sept kakapos ont été transférés sur l'île de la petite Barrière, dans une tentative d'établir un programme de reproduction. Le kakapo n'était plus présent sur l'île depuis 1998.
Au début de 2019, l'espèce comptait 147 spécimens,. Afin d'augmenter le faible taux de naissance de l'espèce, des nouvelles technologies sont mises en œuvre, comme des inséminations artificielles ou le prélèvement des œufs pour leur incubation, remplacés dans le nid par de faux œufs émettant des sons. Des efforts importants sont entrepris pour préserver les individus vivants, comme en mai 2019 avec la pratique par des vétérinaires néo-zélandais d'une chirurgie cérébrale complexe sur un poussin de 56 jours – nommé Espy-1B – présentant une malformation des os du crâne. La saison de reproduction 2019 est un grand succès, puisqu'elle a vu 86 œufs éclore, et 71 oiseaux atteindre l'âge de 150 jours, qui marque le passage de poussin à juvénile. La population totale passe à 213 individus.

### Statut de protection
Espèce grandement menacée, le kakapo figure sur la liste des espèces de l'Annexe I de la Convention sur le commerce international des espèces de faune et de flore sauvages menacées d'extinction (CITES) et fait l'objet d'un plan de sauvegarde de la part du Département de conservation néo-zélandais.

## Dans la culture

### Maori
Le Kakapo est associée à une riche tradition dans le folklore et les croyances maories. Le cycle de reproduction irrégulier de l'oiseau était associé à la forte fructification de certaines espèces végétales, ce qui a conduit les Maoris à penser que l'oiseau avait la capacité de prédire l'avenir. Les observations rapportant que ces oiseaux abandonnaient les baies du Hinau Elaeocarpus dentatus et du Tawa Beilschmiedia tawa en saison dans des bassins d'eau isolés pour les conserver comme une source de nourriture pour l'été à venir étaient utilisées pour étayer cette affirmation. Dans la légende, cette pratique explique l'origine de la coutume maorie de l'immersion de l'alimentation dans l'eau dans le même but.
La viande de kakapo avait bon goût et était considérée par les Maoris comme un mets délicat, il a donc été chassé pour sa viande quand il était encore largement répandu. Une source indique que sa chair « ressemble à de l'agneau en goût et en texture », bien que les colons européens aient décrit l'oiseau comme ayant une « saveur forte et légèrement astringente ».
Au cours de la reproduction, les appels des mâles sur leur aire de parade facilitaient les chasseurs Maoris. Il a aussi été chassé lorsqu'il se nourrissait ou lorsqu'il prenait un bain de poussière par temps sec. L'oiseau était capturé, généralement de nuit, au moyen de collets, de pièges à fosse, ou par des meutes de chiens polynésiens domestiqués qui accompagnaient les parties de chasse. Ils utilisaient parfois des torches de toutes sortes afin d'éblouir l'oiseau dans l'obscurité, de l'arrêter dans sa course, ce qui rendait sa saisie plus facile. Il était cuisiné dans un hāngi ou dans des gourdes d'huile bouillante. La chair de l'oiseau pouvait être préservée dans sa propre graisse et stockée dans des récipients destinés à une consommation ultérieure. Les chasseurs de la tribu Ngāi Tahu préparaient la viande dans des paniers fabriqués à partir de l'écorce interne du tōtara (Podocarpus totara) ou dans des récipients construits à partir de kelp. Des plumes de la queue du kakapo étaient fixées sur les bords de ces récipients comme décoration et moyen d'identifier le contenu,. Les Maoris ramassaient également les œufs de l'oiseau, qui sont décrits comme blanchâtres mais pas d'un blanc pur, et environ de la même taille qu'un œuf de kereru.
En plus de consommer la viande, les Maoris utilisaient la peau et les plumes du kakapo encore attachées ou tissées avec des fibres de phormium pour créer des manteaux et des capes,, chacun d'eux nécessitait jusqu'à 11 000 plumes. Ces très beaux vêtements étaient également très chauds et très appréciés,. Les rares exemplaires existant encore aujourd'hui sont considérés comme taonga. Un vieil adage Maori qui dit « Vous avez une cape de kakapo et vous vous plaignez encore du froid » a été utilisé pour décrire quelqu'un qui n'est jamais satisfait. Les plumes de kakapo ont également été utilisées pour décorer le bout des taiaha, mais était retirées avant l'utilisation au combat,,.
Malgré cela, le kakapo était également considéré comme un animal de compagnie affectueux par les Maoris. Cela a été corroboré par les colons européens de la Nouvelle-Zélande du XIXe siècle, parmi eux George Grey, qui a écrit dans une lettre à un associé que son animal de compagnie, un kakapo, avait envers lui et ses amis un comportement « plus proche de celle d'un chien que d'un oiseau ».

### Média
Les efforts de conservation du kakapo ont rendu l'espèce bien connue. Beaucoup de livres et de documentaires décrivant le sort des kakapos ont été produits ces dernières années, dont l'un des premiers fut Two in the Bush réalisé par Gerald Durrell pour le compte de la BBC en 1962. Un documentaire long métrage, The Unnatural History of the Kakapo a remporté deux prix importants au Reel Earth Environmental Film Festival, un festival de films environnementaux qui se tient à Palmerston North en Nouvelle-Zélande. Deux des plus importants documentaires tournés sur le sujet, Kakapo - Night Parrot et To Save the Kakapo ont tous deux été produits par la chaîne néo-zélandaise NHNZ respectivement en 1982 en 1997. L'unité histoire naturelle de la BBC a également présenté le kakapo, y compris dans une séquence avec David Attenborough dans son émission The Life of Birds. Il était également l'un des animaux en voie de disparition que Douglas Adams et Mark Carwardine ont mis en évidence pour leur série radiophonique et leur livre Last Chance to See. Une version actualisée de la série a été produite pour la BBC, dans lequel Stephen Fry et Mark Carwardine passent en revue les différents animaux et montrent l'état dans lequel ils se trouvent presque 20 ans plus tard. Ils ont pris le temps de filmer le kakapo sur l'île Codfish en janvier 2009,. La séquence d'un kakapo nommé Sirocco tentant de s'accoupler avec la tête de Mark Cawardine a été vue par des millions de personnes dans le monde entier, conduisant Sirocco à devenir le « porte-parole » (Official Spokesbird for Conservation) de la conservation de la faune sauvage en 2010 en Nouvelle-Zélande dans le cadre de l'Année internationale de la biodiversité. C'est de cette même séquence que provient l'inspiration pour le fameux émoji Party Parrot. Le kakapo a été présenté dans l'épisode 5 Splendeurs insolites de la série de documentaires Pacifique Sud diffusée pour la première fois le 13 juin 2009. Il est mentionné brièvement en 1984 vers la fin du dixième épisode de la série The Living Planet (Planète vivante) de David Attenborough. Il est également le sujet d'un documentaire, Sirocco – How a Dud Became a Stud de  la réalisatrice indienne Ashwika Kapur; il apparait aussi dans une vidéo promotionnelle d'Air New Zealand. En France son histoire fait l'objet d'un roman jeune public, Sirocco, mission kakapo de Emmanuelle Grundmann.
Le fournisseur d'énergie néo-zélandais Meridian Energy (en) axe une partie de sa communication depuis 2016 sur son partenariat avec le Kākāpō Recovery Programme.

### Philatélie
De par son originalité et sa rareté, le kakapo est représenté sur plusieurs timbres provenant principalement de Nouvelle-Zélande mais aussi d'autres pays à travers le monde comme le Bénin, la Corée du Nord, la Gambie, les Maldives, la Mongolie, le Nicaragua, Sao Tomé-et-Principe ou les Nations unies.